# Zeitschrift für Infektionstherapie
Die Zeitschrift für Infektionstherapie ist eine deutschsprachige Fachzeitschrift für die Epidemiologie, Diagnostik und Therapie von Infektionen. Sie erscheint seit 1980 zweimonatlich und wird vom mhp Verlag in Wiesbaden herausgegeben. Sie richtet sich vor allem an in diesem Fachbereich tätige Ärzte und Forscher, aber auch an Apotheker, denen sie beispielsweise Entwicklungen im Bereich wirksamer Medikamente vermittelt, und weitere medizinische Fachkräfte. Die Inhalte werden ergänzt durch den monatlich erscheinenden INFEKTIO_letter – einen Newsletter, der die wichtigsten Studien aus Kernthemen der Zeitschrift zusammenfasst. Dieser Newsletter kann auch ohne Kauf/Abonnement der Zeitschrift bezogen werden.
Bis 2015 wurde die Zeitschrift unter dem Namen Zeitschrift für Chemotherapie herausgegeben.
Die Zeitschrift ist offizielles Organ der Paul-Ehrlich-Gesellschaft für Infektionstherapie.